# Мало Кичиће
Мало Кичиће (алб. Kçiq i Vogël) је насеље у општини Косовска Митровица, Косово и Метохија, Република Србија.

## Положај села
Село је на најнижим обронцима Копаоника, у делу где се ова планина највише приближује Чичавици.

## Историјат
Село је постало негде око 1830. у близини Кичића, због чега је онда Кичиће прозвано Великим Кичићем, а ово ново и мало насеље Малим Кичићем. Преци најстаријих родова нису купили земљу ни од кога већ је „притисли“.

## Порекло становништва по родовима
Подаци о пореклу становништва из тридесетих година 20. века.
Арбанашки родови
- Тупел (3 к.), од фиса Шаље. Досељени из Малесије почетком 19. века, кад и Арбанаси Мажића и Рашана.
- Рукећ (1 к.), од фиса Шаље. Пресељени из Рашана после Тупела.
- Енгурек (3 к.), од фиса Шаље. Досељен из Мађера (Копаоничке Шаље), кад и Рукећ.
- Калудрак (1 к.), од фиса Гаша. Досељен је као мухаџир 1878. из Калудре (Топлица).
- Котор (1 к.), од фиса Гаша. Досељен је из Котора у Дреници 1926.
- Друштин (1 к.), од фиса Мзи. Досељен 1923. из Засеља (К. Митровица).
- Преловц (1 к.), од фиса Мертура. Досељен 1875. из Преловца у Дреници.

Поарбанашени Срби
- Грбовић (3 к.). Потичу из истоименог рода у Трстени, одакле су се преселили по настањењу Арбанаса Тупела. Ушли су у фис Шаљу.

Срби муслимани
- Бошњак (3 к.). Као мухаџири се иселили 1878. из варошице Колашина у Црној Гори. Живели су у Свињару и још неким селима око Кос. Митровице. У М. Кичићу се настанили око 1895.

Арбанаси турског порекла
- Гргур (3 к.). Потиче од Сеферовића или Бангела у Свињару, одакле су са Арбанасима почетком 19. века прешли у Топлицу. Из Топлице су се вратили као мухаџири 1878. из села Гргура, по коме су добили ново презиме у народу.

## Становништво
| Демографија | Демографија | Демографија |
| Година      | Становника  | Становника  |
| ----------- | ----------- | ----------- |
| 1948.       | 322         |             |
| 1953.       | 387         |             |
| 1961.       | 431         |             |
| 1971.       | 479         |             |
| 1981.       | 572         |             |
| 1991.       | 719         |             |